# Association française des municipalités de l'Ontario
L'Association française des municipalités de l'Ontario (AFMO) est une organisation politique canadienne regroupant les municipalités de l'Ontario ayant une importante communauté francophone. Elle travaille avec d'autres ordres de gouvernement, ainsi qu'avec des organisations dans d'autres provinces canadiennes, sur des questions propres aux communautés francophones et bilingues.

## Historique
L'Association française des municipalités de l'Ontario (AFMO) est fondée en 1989,, après qu'un groupe de maires et conseillers francophones assistant à la conférence annuelle de l'Association des municipalités de l'Ontario se soient réunis pour discuter de la nécessité d'une collaboration sur les questions particulières propres aux communautés francophones et bilingues. Les membres fondateurs comprennent la mairesse de Vanier Gisèle Lalonde, le maire de Russell Gaston Patenaude, le maire de Rockland Jean-Marc Lalonde, le maire de Hawkesbury Yves Drouin et le maire de Rayside-Balfour Lionel Lalonde. Gisèle Lalonde est présidente de l'AFMO de 1989 à 1991.
En 2017, après le départ de sa directrice générale Jacqueline Noiseux, l'AFMO fait face à une dette de 150 000 $. À partir de 2019, l'AFMO partage ses locaux dans l'est d'Ottawa avec la Fondation franco-ontarienne (FFO). Nicole Fortier Levesque est présidente de l'association jusqu'en 2023. Michelle Boileau lui succède la même année. Les finances de l'association se stabilisent en 2024.

## Fonctionnement
L'objectif de l'AFMO est la promotion de l'usage du français dans les municipalités, au niveau des conseils municipaux, et de proposer des services ainsi que de protéger les droits des citoyens francophones. En 2017, l'AFMO publie un répertoire des communautés franco-ontariennes, élaboré en collaboration avec Jean-Pierre Bernier, qui répertorie 70 collectivités. L'AFMO collabore avec l'Association des municipalités de l'Ontario, ainsi qu'avec des associations homologues du Québec et du Nouveau-Brunswick.

### Membres
En 2024, l'AFMO compte 90 membres. En 2025, trois quarts des municipalités de l’Ontario sont membre de l'AFMO.
Grand Sudbury en fait partie. Toronto est membre de l'AFMO pendant 28 ans, jusqu'en 2018, puis projette de réadhérer à partir de 2021,. Les conseils de services sociaux de district d'Algoma, Cochrane, Timiskaming et Sudbury-Manitoulin ont également le statut de membres municipaux. Le gouvernement municipal de Rouyn-Noranda, Québec est également membre de l'organisation, mais a le statut de membre associé puisqu'il est à l'extérieur de l'Ontario[réf. nécessaire].
En plus des 40 municipalités membres de l'organisation, un certain nombre d'autres organisations non municipales et de particuliers ont le statut de membre associé, y compris un gouvernement municipal au Québec[réf. nécessaire]. Le statut de membre associé est le plus souvent détenu par des organisations telles que les conseils scolaires dans les zones bilingues, les agences gouvernementales provinciales ou les organisations non gouvernementales qui desservent la communauté francophone ; dans le cas de certains ministères provinciaux, cependant, il est détenu à titre individuel par un haut fonctionnaire directement responsable des programmes en français du ministère, plutôt que par le ministère dans son ensemble[réf. nécessaire].